# Lycomorphoides simulans
Lycomorphoides simulans är en skalbaggsart som beskrevs av Linsley 1970. Lycomorphoides simulans ingår i släktet Lycomorphoides och familjen långhorningar.
Artens utbredningsområde är:
- Costa Rica.
- Panama.

Inga underarter finns listade i Catalogue of Life.